# Jean-Jacques Challet-Venel

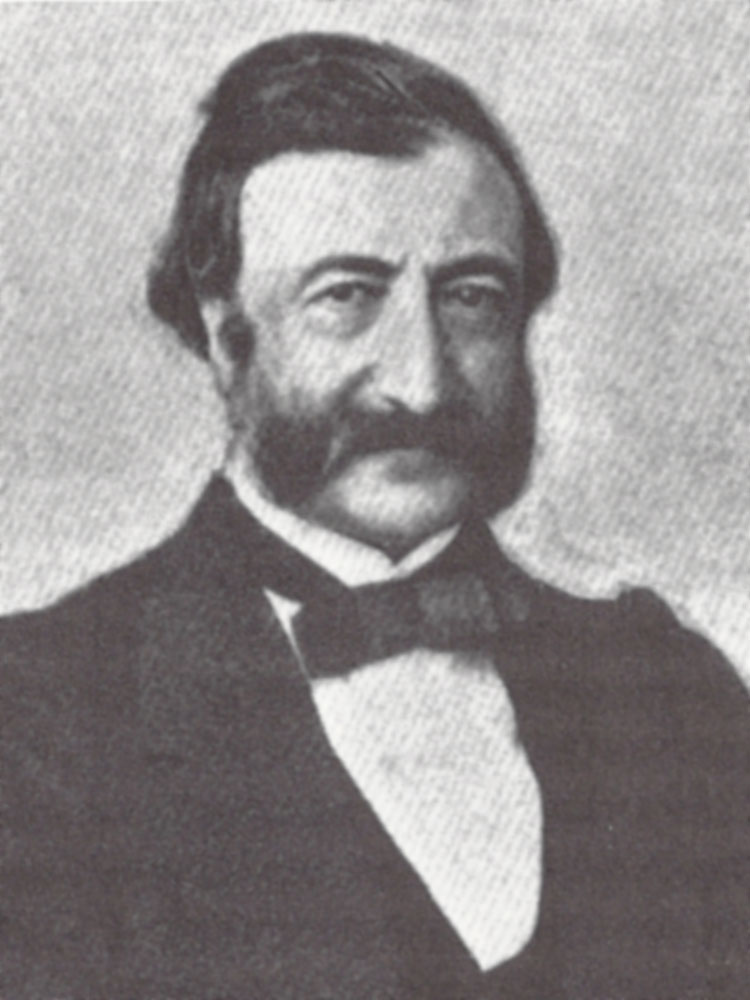
Jean-Jacques Challet-Venel

Jean-Jacques Challet-Venel (* 11. Mai 1811 in Genf; † 6. August 1893 ebenda) war ein Schweizer Politiker. Vor dem Einstieg in die Politik arbeitete er als Lehrer. Er gehörte ab 1857 dem Nationalrat und ab 1858 der Genfer Kantonsregierung an. 1864 wurde er als Vertreter der radikalen Fraktion (der heutigen FDP) in den Bundesrat gewählt. Da er sich entschieden gegen eine Totalrevision der Bundesverfassung ausgesprochen hatte, wählte ihn das Parlament im Jahr 1872 ab.

## Biografie

### Beruf und Familie
Der Sohn des Uhrmachers Barthélémy Challet und von Jeanne Oltramare lebte während seiner Jugend in bescheidenen Verhältnissen. Er schloss 1830 ein Literaturstudium an der Genfer Akademie ab. Während seiner Studienzeit trat er der Société d’Étudiants de Belles-Lettres und dem Schweizerischen Zofingerverein bei. Danach arbeitete er zunächst als Französischlehrer am Pensionat Venel in Champel. 1839 heiratete er Antoinette Venel, die Tochter des Schulgründers der Schule, und fügte ihren Nachnamen seinem eigenen zu. Er hatte mit ihr vier Kinder und stieg zum Direktor des Pensionats auf, das er bis 1856 leitete.

### Kantons- und Bundespolitik
1847 war Challet-Venel am Sonderbundskrieg beteiligt und kommandierte eine Artilleriebatterie. 1851 gründete er die liberal-konservative Lokalpartei Cercle national, die in Opposition zu den Radikalen um James Fazy stand und danach strebte, die Beziehungen Genfs zu den übrigen Kantonen zu vertiefen. 1854 wurde er in den Grossen Rat gewählt, das Genfer Kantonsparlament. Nachdem er 1856 wiedergewählt worden war, bekannte er sich öffentlich zu seinem einstigen politischen Gegner Fazy. Dies ermöglichte ihm zwei Jahre später die Wahl in die Kantonsregierung, den Staatsrat. Als Regierungsmitglied leitete er zunächst das Finanzdepartement und 1861/62 vorübergehend das Militärdepartement, danach war er bis 1864 erneut für die Finanzen zuständig.
Challet-Venel gelang bei den Parlamentswahlen 1857 die Wahl in den Nationalrat. 1863 gehörte er einer von Johann Konrad Kern angeführten Delegation an, die in Paris mit der französischen Regierung einen bedeutenden Handelsvertrag aushandelte. Im selben Jahr hielt er als Staatsratspräsident eine Lobrede auf den 1861 abgewählten Fazy, was ihn bei den anderen Parteien suspekt machte. Sie verdächtigten ihn, er wolle Fazy zu einem politischen Comeback verhelfen. Nachdem dieser 1864 die angestrebte Wiederwahl verpasst hatte, brachen in Genf Strassenkämpfe aus, was wiederum zu einer Bundesintervention führte.

Nach dem Rücktritt von Giovanni Battista Pioda als Bundesrat und dessen Ernennung zum Abgesandten in Italien kandidierte Challet-Venel um dessen Nachfolge, gehörte aber nicht unbedingt zu den Favoriten. Weitaus bessere Chancen schienen der Tessiner Augusto Fogliardi und insbesondere der katholisch-konservative Freiburger Alfred Vonderweid zu haben. Dabei konnte letzterer auf die Unterstützung Alfred Eschers zählen, da er die Gotthardbahn ausdrücklich befürwortete. Die Wahl am 12. Juli 1864 war erst nach sechs Wahlgängen entschieden: Nachdem Fogliardi im fünften Wahlgang ausgeschieden war, standen sich Challet-Venel und Vonderweid gegenüber. Schliesslich setzte sich der Genfer etwas überraschend mit 86 zu 77 Stimmen durch. Ein weiteres Mal war es den Radikalen gelungen, den Einzug eines Katholisch-Konservativen in den Bundesrat zu verhindern.

### Bundesrat
Wie zuvor im Kanton Genf übernahm Challet-Venel auch auf Bundesebene das Finanzdepartement. Es gelang ihm, die Bundesfinanzen zu stabilisieren und die Schuldenlast zu verringern. 1865 unterzeichnete er eine internationale Währungskonvention, woraufhin die Schweiz der Lateinischen Münzunion beitrat. Aufgrund enger Beziehungen zu den Genfer Banken konnte der Bund zu sehr günstigen Konditionen eine Anleihe in der Höhe von zwölf Millionen Franken aufnehmen. Ebenso verfasste sein Departement eine Vorstudie zur Einführung einer Tabaksteuer. Das Vorhaben war jedoch umstritten, bis zum Inkrafttreten eines eidgenössischen Tabaksteuergesetzes sollte ein ganzes Jahrhundert vergehen. Wie alle Bundesräte seiner Zeit musste sich Challet-Venel einer Komplimentswahl stellen, das heisst er kandidierte als Nationalrat, um seine Legitimation als Regierungsmitglied durch das Volk bestätigen zu lassen. Bei den Nationalratswahlen 1866 fiel er durch, durfte sein Amt aber trotzdem behalten, weil sich Philippe Camperio ausdrücklich weigerte, seine Wahl in die Landesregierung anzunehmen.
1868 wechselte Challet-Venel ins Postdepartement, 1869 zurück zum Finanzdepartement. Ab 1870 leitete er wiederum dem Postdepartement und bereitete die Gründung des Weltpostvereins vor. Als Bundesrat zeichnete er sich durch eine umsichtige und straffe Amtsführung aus, auch wenn er häufig an den Bundesratssitzungen fehlte. Er verstand sich als Fürsprecher sprachlicher und konfessioneller Minderheiten, stolperte aber letztlich über seine Überzeugungen. In der Frage um eine Totalrevision der Bundesverfassung lehnte er als überzeugter Föderalist jegliche Zentralisierung kategorisch ab. Damit brachte er zahlreiche Parlamentarier aus der Deutschschweiz gegen sich auf, die seine Ersetzung durch Eugène Borel forderten. Bei der Bundesratswahl am 7. Dezember 1872 erhielt Challet-Venel lediglich 73 Stimmen, der Sprengkandidat hingegen 90 Stimmen. Damit war er nach Ulrich Ochsenbein der zweite abgewählte Bundesrat.
Als gewählter Nationalrat blieb Challet-Venel bis 1878 in der Bundespolitik tätig. Im Kanton Genf widmete er sich der Wirtschaftsförderung. Er gründete die Magasins Généraux und präsidierte ab 1885 die Genfer Handelskammer. Nachdem er im Alter von 82 Jahren verstorben war, nahmen über 1000 Menschen an der Abdankungsfeier teil.